# 内海町 (愛知県)
内海町（うつみちょう）は、かつて愛知県知多郡にあった町。

## 地理
伊勢湾に注ぐ内海川の河口に砂丘が発達し、陸地化した溺れ谷に集落が発達した。1844年（弘化元年）には大岩金十郎がウンシュウミカンの試験栽培に成功し、集落の周囲の丘陵部は知多みかん生産の中心地となったうえ、観光農園（ミカン狩り）などの観光業も行われている。

## 歴史
江戸時代の伊勢湾沿岸では海運業が盛んであり、内海船の船主の多くが内海に居を構えていた。有力な船主には内田家（尾州廻船内海船船主 内田家）などがある。1853年（嘉永6年）にマシュー・ペリーが来航した際には、成瀬隼人正が尾張藩の藩命で内海に砲台（台場）を築き、青銅製カノン砲4門が装備された。明治初期には潮湯治の場として内海海水浴場が開かれ、明治末期には海水浴客相手の観光旅館なども建設された。主に名古屋市などから観光客が訪れ、大正期には多くの別荘も建設された。昭和初期には日本初のサンドスキー場として内海サンドスキー場が開かれた。

### 年表
- 1878年（明治11年） - 岡部村、中之郷村、北脇村、馬場村、西端村、東端村、利屋村、名切村、楠村、吹越村、内福寺村が合併し、内海村となる。
- 1889年（明治22年）10月1日 - 町村制施行に伴い、内海村が発足。
- 1893年（明治26年）11月8日 - 内海村が町制施行し、内海町となる。
- 1906年（明治39年）7月1日 - 内海町と山海村が合併し、内海町となる。
- 1961年（昭和36年）6月1日 - 内海町、豊浜町・師崎町・篠島村・日間賀島村が合併し、南知多町となる。

## 交通
- 国道247号（1981年以前は愛知県道54号常滑内海線）
- 愛知県道52号半田南知多線
- 愛知県道276号奥田内福寺南知多線

### バス
1918年（大正7年）には内田佐七や沢田嘉助によって知多自動車株式会社が設立され、武豊・河和・内海を結ぶバス路線の運行を開始した。知多自動車は知多半島でもっとも早く誕生したバス会社である。1943年（昭和18年）6月12日には知多自動車を含む8事業者が合併して知多乗合株式会社（通称は知多バス）が設立され、内田佐七が社長に就任した。

### 鉄道
1961年（昭和36年）以前の内海町時代に鉄道路線や鉄道駅は存在しなかった。1980年（昭和55年）には名鉄知多新線が開業し、内海地区には内海駅が開設された。

## 教育
- 愛知県立内海高等学校
前身は1939年（昭和14年）開校の内海町立内海高等裁縫女学校であり、1949年（昭和24年）に愛知県立半田高等学校内海分校となったのち、1957年（昭和32年）に愛知県立内海高等学校として独立した[2]。1980年（昭和55年）から三河湾に浮かぶ日間賀島と篠島に分校が存在したが、2001年（平成13年）には日間賀島分校が、2004年（平成16年）には篠島分校が閉校した。
- 内海町立内海中学校（現・南知多町立内海中学校）
1947年（昭和22年）に内海町立内海中学校として開校[4]。1948年（昭和23年）には字柴井に校舎が落成したが、1951年（昭和26年）には字西浜田に校舎が落成して移転している[4]。1959年の伊勢湾台風では大きな被害を受けた[4]。1961年（昭和36年）には自治体合併により南知多町立内海中学校に改称[4]。1964年（昭和39年）には新校舎が竣工した[4]。
- 内海町立内海小学校（現・南知多町立内海小学校）
- 内海町立山海小学校（後の南知多町立山海小学校）
1872年（明治5年）に久村郷校として創立され、1873年（明治6年）に瑞邦小学校に改称した後、1886年（明治19年）には山海尋常小学校に改称した。1947年（昭和22年）には内海町立山海小学校に改称し、1961年（昭和36年）には自治体合併により南知多町立山海小学校に改称した。山海小学校は2009年（平成21年）3月に閉校し、内海小学校に統合された。

## 名所・旧跡
- 岩屋寺 - 岩屋観音。知多四国霊場第43番札所。金銅法具類と大蔵経が重要文化財。
- 大宝寺 - 知多四国霊場44番札所。
- 如意輪寺 - 知多四国霊場第46番札所。
- 妙音寺
- 宝樹院
- 宝積院
- 唯信寺
- 性海寺
- 西岸寺
- 長山寺
- 全久寺
- 昌久寺
- 入見神社 - 式内社。旧郷社。
- 久須神社 - 旧村社。
- 高宮神社 - 旧村社。
- 秋葉神社
- 熊野神社
- 山神社
- 尾州廻船内海船船主 内田家 - 重要文化財。
- 南知多町郷土資料館 - 1977年開館。2017年閉館。愛知県立内海高等学校の旧校舎を転用。
- 唐人お吉生誕の地 - 初代アメリカ総領事ハリスに身を捧げた芸者の斎藤きちの出生地。
- 梅原猛先生生家（梅原邸） - 哲学者の梅原猛が育った家。
- 内海砲台跡 - 1854年（嘉永7年）に設置された砲台跡。標高30mの丘陵上にある。切通し、平坦地、土塁、砲座跡が残る。

## 娯楽
南知多町となった後の1982年（昭和57年）にはテーマパークとして内海フォレストパークが開園し、ロープウェーの内海ゴンドラも設置された。内海フォレストパークは2003年（平成15年）に廃止されている。類似のテーマパークとしては南知多グリーンバレイもある。また、南知多町になってから開湯した温泉街として内海温泉がある。

### 海水浴
- 内海海水浴場
浜の長さは約2,000m。奥行きは約80m[5]。東海地方最大の海水浴場であり、メインの砂浜である千鳥ヶ浜は「日本の渚百選」に選ばれている[5]。
- 山海海水浴場
浜の長さは約2,000m。奥行きは約50m[5]。砂浜の中央部には3匹のイルカの塔「ドルフィンタワー」がそびえている[5]。

### 映画館
- 京映会館
昭和30年代の映画黄金期、内海町には映画館の京映会館があった。1960年（昭和35年）の内海町周辺には京映会館のほかに、豊浜町に豊浜座が、師崎町に師崎映画劇場が、篠島村にあかつき映画劇場と大利根館があった[注 1]。

## 出身者
- 4代目内田佐七 - 実業家。南知多町名誉町民。
- 梅原半二 - 元豊田中央研究所所長。
- 梅原猛 - 哲学者。宮城県仙台市で出生後、すぐに内海町の梅原家の養子となり、青年期までを内海町で過ごした[7]。